# Piet Marée
Piet Marée (Gouda, 1903 - Tasmanië, begin februari 1999) was een Nederlandse grafisch ontwerper.  Als zoon van een in Gouda gevestigde smid werd zijn talent als tekenaar door zijn vader al vroeg op waarde geschat en hij kreeg privé schilder- en tekenlessen. Zijn eerste werkgever was uitgeverij Van Goor in Gouda. Toen deze firma naar Den Haag vertrok ging Marée mee en wist hij zich al spoedig op te werpen als grafisch ontwerper-illustrator van onder meer kinderboeken. Hij illustreerde veel kinderboeken van Rein Valkhoff. Hij was ook boekbandontwerper, meubelontwerper en fotograaf. 
Al vroeg maakte hij met behulp van zwart-witfoto's collage-achtige illustraties. Marée werkte ook als redacteur en vormgever bij de Haagsche Post. Zijn werk valt op vanwege het gebruik van frisse kleuren en heldere voorstellingen, het is knap door zijn sprankelende eenvoud. Net als Hergé maakte Marée gebruik van de klare lijn. Na een verblijf van vijf jaar in Australië, vestigde hij zich in 1955 op een aantal adressen in Zeist en Utrecht en begon met Piet Marée Productions. Hij is nu vooral bekend als bedenker en vormgever van spel- en knutselboeken.
Voor de AVRO ontwierp hij met veel foto's en illustraties een aantal bundels met telkens tien Kinderliedjes gezongen door Jacob Hamel's A.V.R.O. Kinderkoor in de jaren 1933, 1934 en 1935. Marée werkte voor vele andere bedrijven, onder meer na de oorlog voor uitgeverij Het Spectrum en langdurig voor de Nederlandse Boekenclub.
- Bibliothèque nationale de France: cb177159398 (data)
- Biografisch Portaal: 63878783
- Digitale Bibliotheek voor de Nederlandse Letteren: mare027
- Gemeinsame Normdatei: 124624057
- International Standard Name Identifier: 0000 0000 2597 4590
- Library of Congress Control Number: no2011141802
- Nationale Bibliotheek van Tsjechië: xx0250660
- Nederlandse Thesaurus van Auteursnamen: 068742630
- PIC: 390581
- RKD-Nederlands Instituut voor Kunstgeschiedenis: 52554
- Trove: 525277
- Virtual International Authority File: 5870726
- WorldCat: E39PBJdWQ9BJbDdvbWqcXBJYyd